# Аколаписа
Аколаписа (на английски: Acolapissa) също и Колаписа е северноамериканско индианско племе, което първоначално живее от двете страни на река Пърл Ривър, на границата между Луизиана и Мисисипи. След 1702 г. се местят до езерото Пончартрейн, а от 1718 г. живеят близо до Ню Орлиънс, след което постепенно са абсорбирани от хоама. 

## Език и култура
Аколаписа говорят мускогски език, тясно свързан с езиците на чокто и чикасо.
Като повечето племена в долната част на река Мисисипи, те са предимно земеделци, които допълват храната си с лов и риболов. Основен източник на месо са бизоните. Селата им не са големи, средно с по около 200 – 300 души. Подобно на градовете на ранните строители на могили, всяко село има две големи обществени сгради – храм и дом на съвета. Обикновените жилища в селото са кръгли дървени домове, чиито стени са измазани с кал и с островърхи покриви покрити с палмови листа, тръстика или кори. Преди 1682 г. аколаписа имат най-малко 6 села като тангибао се смята за тяхно седмо село. Селата са независими и всяко си има определена територия.
Поради топлия климат хората почти не носят дрехи. Обикновено набедреник за мъжете и къса пола при жените. Децата ходят голи до началото на пубертета. В студено време ползват наметала от бизонска кожа. Татуирането е широко разпространено.

## История
През 1543 г. тангибао вероятно са видели останките от експедицията на Ернандо де Сото, когато преминава по брега на Мексиканския залив. Въпреки че испанците не спират на брега, тяхното идване има катастрофални последици за местното население. Новите болести, които донасят белите пришълци, за кратко време обезлюдяват цели региони. И когато французите идват през 1673 г. половината от населението на областта е изчезнало. От около 3000 аколаписа през 1600 г., оцеляват едва половината. 
Първоначално аколаписа и останалите племена в делтата на Мисисипи са враждебни към французите. Едва след посещението на Жан Баптист Ле Мойн Биенвил през 1700 г. между двете страни се установяват трайни приятелски отношения. След тази среща спадът на населението им се ускорява и до 1702 г. остават само около 1250 аколаписа, които за по-голяма сигурност се местят на езерото Пончартрейн, близо до французите. Разширяването на френските селища ги принуждава да се преместят отново към 1718 г. Установяват се на източния бряг на Мисисипи близо до селата на байогола и хоама. В следващите години трите племена стават най-лоялният и мощен френски съюзник в Луизиана.
След епидемия от едра шарка през 1721 г. от трите племена остават общо около 1000 души, а след натчезките войни през 1739 г. в които взимат дейно участие като френски съюзници остават всичко 500 души, които се обединяват в едно село на Мисисипи. Въпреки че до края на френското присъствие трите племена успяват да запазят своята идентичност, те все по-често са наричани от французите хоама. След 1763 г. вече имената на аколаписа и байогола не се споменават повече. Комбинираното племе, известно вече като хоама през 1785 г. се премества в Ла Фурш и Теребон Париш близо до Ню Орлиънс, където живеят.